# Ширма (Київ)
Ши́рма — історична місцевість, селище на території Голосіївського району міста Києва. Розташовується між проспектом Валерія Лобановського, вулицями Гетьманською, Козацькою, Сумською, Охтирським провулком і Холодноярською вулицею.

## Історія
Назва місцевості народного походження і виникла давно. Деякі дослідники вважають, що вона пов'язана з «шир'ю» — широким простором між лісовими масивами. Втім, існує думка, що назва позначала хащі, що вставали перед подорожніми «ширмою» — заслон. Ще одна версія виводить топонім від прізвища власника саду — Ширма або Ширман, що існував у цій місцевості до її забудови.
Ширма інтенсивно забудовувалася з першої третини (1930-ті роки; втім, тоді виникли лише вулиця та провулок Наталії Лотоцької, решта майбутньої місцини до початку 1950-х років залишалася незабудованою) до 1950-х років (саме наприкінці 1940-х — на початку 1950-х років місцевість розплановано та здійснено основну забудову).
Сучасні назви вулиць і провулків Ширми (загалом майже 30) надані у 1953—1959 роках, втім багато з них змінили свої назви під час процесу дерусифікації у 2022 - 2023 роках.